# Krokorzyce
Krokorzyce [krɔkɔˈʐɨt͡sɛ] là một ngôi làng thuộc khu hành chính của Gmina Stepnica, thuộc hạt Goleniów, West Pomeranian Voivodeship, ở phía tây bắc Ba Lan.
Nó nằm khoảng 5 kilômét (3 mi) phía đông Stepnica, 16 km (10 mi) về phía tây bắc của Goleniów và 29 km (18 mi) phía bắc thủ đô khu vực Szczecin.